# Wiener Abendpost
Die Wiener Abendpost war eine Tageszeitung in Wien von 1863 bis 1921. Sie wurde als ergänzende Beilage der Wiener Zeitung herausgegeben.

## Geschichte
Seit 1848 erschien eine Abend-Beilage zur Wiener Zeitung, dem offiziellen Amtsblatt im Kaisertum Österreich. Spätestens seit 1851 hieß diese Abend-Blatt der Wiener-Zeitung.
Seit dem 1. Juli 1863 war die Bezeichnung Wiener Abendpost. Beilage zur Wiener Zeitung.
Sie erschien sechsmal wöchentlich, nicht an Sonn- und Feiertagen und wurde wahrscheinlich am Nachmittag verkauft oder verteilt. Sie enthielt meist vier Seiten.
Die Wiener Abendpost berichtete kurz über aktuelle Ereignisse auf der ersten Seite, der größere Teil war Feuilleton, mit Fortsetzungsgeschichten und Berichten aus Kultur und Gesellschaft, sowie einige Anzeigen.
Die Wiener Abendpost wurde von der Wiener Zeitung herausgegeben. Die Chefredakteure waren dieselben. Der Bezug konnte separat oder mit dieser zusammen bestellt werden.
Am 31. Dezember 1921 erschien die letzte Ausgabe der Wiener Abendpost, wahrscheinlich wegen der Sparmaßnahmen des Chefredakteurs Friedrich Sträßle.

## Mitarbeiter
Chefredakteure
Weitere Mitarbeiter
- Heinrich Pollak, 1866 Kriegsberichterstatter
- Hersch Fenster, 1919–1921 Gedichte und Erzählungen